# Nanarhyncha
Nanarhyncha is een geslacht van vlinders van de familie visstaartjes (Nolidae).

## Soorten
- N. nolophaea Hampson, 1918